# Medhoo
Medhoo är en ö i Maldiverna. Den ligger i den södra delen av landet. På västra sidan finns bebyggelse och på östra sidan odlingsmark.